# Aire d'attraction de Forges-les-Eaux
 (novembre 2024).
L'aire d'attraction de Forges-les-Eaux est un zonage d'étude défini par l'Insee pour caractériser l’influence de la commune de Forges-les-Eaux sur les communes environnantes. Publiée en octobre 2020, elle se substitue à l'aire urbaine de Forges-les-Eaux, qui comportait 2 communes dans le dernier zonage qui remontait à 2010.

## Définition
L'aire d'attraction d'une ville est composée d’un pôle, défini à partir de critères de population et d’emploi ainsi que d’une couronne constituée des communes dont au moins 15 % des actifs travaillent dans le pôle. Le pôle d’attraction constitue ainsi un point de convergence des déplacements domicile-travail,.

## Type et composition
L’aire d'attraction de Forges-les-Eaux est une aire intra-départementale qui comporte 5 communes en Seine-Maritime. 
Elle est catégorisée dans les aires de moins de 50 000 habitants, une catégorie qui regroupe 12,2 % au niveau national.

### Carte

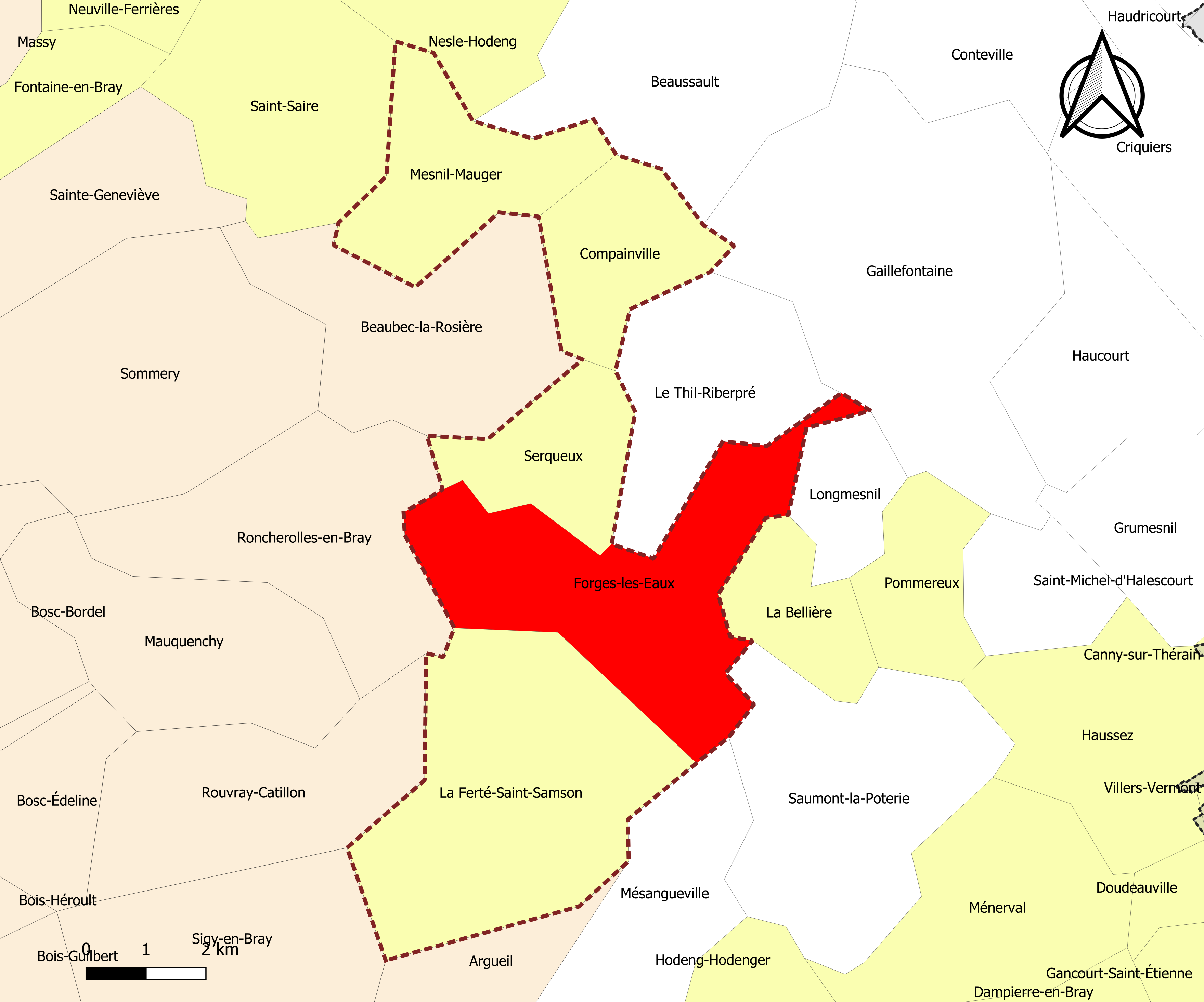
Carte de l'aire d'attraction de Forges-les-Eaux.
Commune-centre
Commune de la couronne

### Composition communale
| Nom                              | Code Insee | Département    | Statut                 | Superficie (km2) | Population (dernière pop. légale) | Densité (hab./km2) | Modifier                                    |
| -------------------------------- | ---------- | -------------- | ---------------------- | ---------------- | --------------------------------- | ------------------ | ------------------------------------------- |
| Forges-les-Eaux (commune-centre) | 76276      | Seine-Maritime | commune-centre         | 15,33            | 3 653 (2022)                      | 238                | modifier les données · modifier les données |
| Compainville                     | 76185      | Seine-Maritime | commune de la couronne | 6,36             | 166 (2022)                        | 26                 | modifier les données · modifier les données |
| La Ferté-Saint-Samson            | 76261      | Seine-Maritime | commune de la couronne | 19,05            | 446 (2022)                        | 23                 | modifier les données · modifier les données |
| Mesnil-Mauger                    | 76432      | Seine-Maritime | commune de la couronne | 8,28             | 244 (2022)                        | 29                 | modifier les données · modifier les données |
| Serqueux                         | 76672      | Seine-Maritime | commune de la couronne | 5,76             | 948 (2022)                        | 165                | modifier les données · modifier les données |